# Urso-beiçudo
O urso-beiçudo (Melursus ursinus), também conhecido como urso-preguiça, é um animal noctívago que habita as florestas da Índia, Nepal, Bangladesh e Sri Lanka e geralmente é relacionado aos Ursos - pardos. É a única espécie do gênero Melursus

## Características

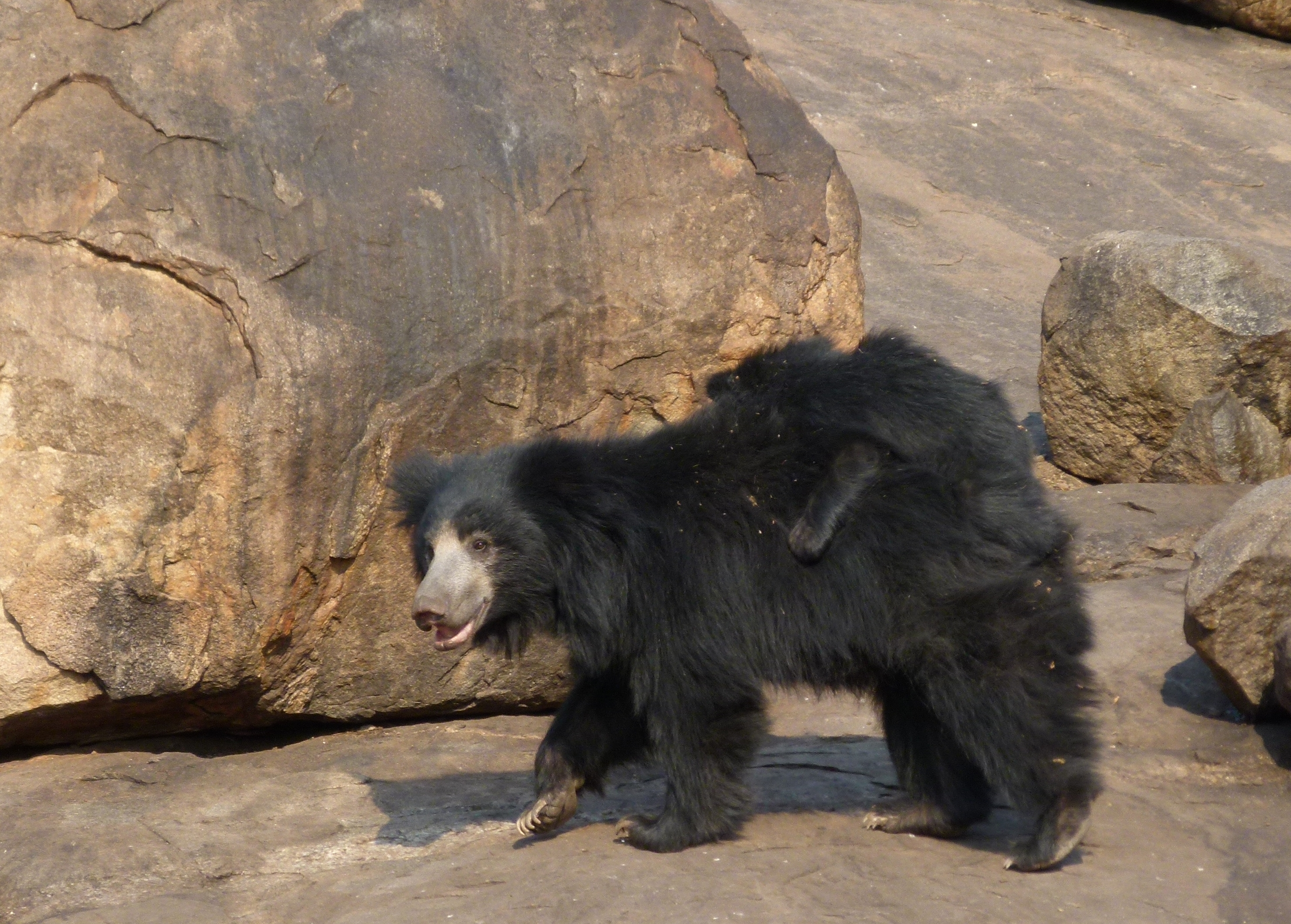
Ursos-preguiça, mãe com filhote nas costas.

O corpo do urso-beiçudo é coberto por um pelo longo e felpudo que vai de castanho-avermelhado a preto e possui um "V" amarelo, característico da espécie, no peito.
Não são muito rápidos, mas são bons nadadores e conseguem escalar árvores altas. 
Os machos adultos pesam de 80 à 192 kg e as fêmeas pesam até 130 kg.   
Têm de 60 a 90 cm na altura da cernelha e de 1,40 a 1,90 metros de comprimento. Suas garras possuem até 8 cm de comprimento.  

## Dieta e Sono
O urso-beiçudo come principalmente formigas e térmitas mas também se alimenta de mel, ovos, pássaros,plantas,tubérculos e frutos, além da carne que é uma pequena parte da sua dieta, precisando se alimentar de grandes quantidades de comida todos os dias. Um Urso - beiçudo é sempre muito barulhento comendo.
Os Ursos - beiçudos geralmente dormem 4 a 5 horas por dia e diferente dos outros Ursos, o Urso - beiçudo não hiberna, ficando ativo não só durante o inverno, mas em outras estações também.

## Reprodução e Filhotes
O Urso-beiçudo é um animal monógamo e sua época de reprodução vai de Maio até Julho.
As fêmeas só reproduzem a cada 2 a 3 anos, devido ao seu ciclo de reprodução longo. A gestação varia de 180 a 250 dias. Geralmente, dão á luz á 1 ou 2 filhotes em suas tocas.
Quando os filhotes nascem, medem cerca de 30 cm e pesam cerca de                                                                 500 g, sendo cegos e dependendo da mãe para sua sobrevivência. Eles tem força suficiente para aguentar o peso do próprio corpo.  
Quando atingem 6 meses, os filhotes perdem os dois dentes da frente, formando um sugador natural de formigas e térmitas. Essa técnica é muito barulhenta, podendo ser ouvida a 100 metros de distância.  
As mães carregam seus filhotes de até 9 meses de idade em suas costas, sendo esta a principal defesa contra ataques de predadores, como tigres, leopardos e até mesmo Ursos - beiçudos machos. Entre todos os ursos do mundo, o Urso - beiçudo é o único que usa essa técnica, sendo semelhante a outros animais que comem cupins e formigas.  
Após 2 anos, os filhotes conseguem viver sem a ajuda da mãe. Os Ursos - beiçudos machos são um perigo muito grande pros filhotes, já que querem mata-los para acasalar com a fêmea.

## Etimologia
O Urso-beiçudo tem esse nome pelo seu nariz diferenciado, que tem o formato parecido com um lábio, também chamado de beiço em alguns lugares.
Já o seu segundo nome, Urso - Preguiça, vem dos zoólogo inglês, George Shaw, que achou que essa espécie realmente era uma preguiça. Dois anos depois, a naturalista Bernhard Meyer desmentiu essa teoria. 

## Comportamento
Mesmo tendo um estilo de vida calmo e solitário, o Urso - beiçudo é considerado um dos ursos mais agressivos do mundo, tendo uma incrível capacidade para lutar com outros animais, incluindo tigres. Seus ataques se concentram no rosto.
Alguns Ursos - beiçudos machos desafiam uns aos outros como uma forma de entretenimento, sendo geralmente os mais velhos que desafiam os mais novos.
Como muitos humanos vivem em seu habitat natural, ataques são frequentes por parte desses animais, sendo esses na maioria mortais. Um comportamento raro desses animais é consumir a carne de um humano após mata-lo. A caça é um dos motivos da sua ameaça de extinção.

## Na cultura popular
- O urso Balu, de 'O Livro da Selva, é um Urso - beiçudo.